# Metazygia carolinalis
Metazygia carolinalis là một loài nhện trong họ Araneidae.
Loài này thuộc chi Metazygia. Metazygia carolinalis được miêu tả năm 1951 bởi Archer.